# Distretto di Gongchangling
Il distretto di Gongchangling (弓长岭区S, Gōngchánglǐng QūP) è un distretto della Cina, situato nella provincia di Liaoning e amministrato dalla prefettura di Liaoyang.